# Rob Marshall (engenheiro)
Rob Marshall (Taunton, 14 de abril de 1968), é um engenheiro britânico que atualmente ocupa o cargo de projetista chefe da equipe de Fórmula 1 da McLaren. Anteriormente, ele exerceu a função de diretor de engenharia na equipe Red Bull Racing.

## Carreira
Marshall estudou engenharia mecânica na Universidade de Cardiff. Após seu estudo, ele foi trabalhar no departamento de desenho da Rolls-Royce.
Ele se mudou para a Benetton Formula como engenheiro de corrida em 1994. Marshall continuou trabalhando para a Benetton até a aquisição da equipe pela Renault, que a transformou na Renault F1 Team. Ao longo de um período em que a equipe foi assumida pela Renault (2000-2002), Marshall continuou seu caminho trabalhando através das fileiras para se tornar chefe de projeto mecânico e, em 2005, trabalhou, particularmente no desenvolvimento do inovador sistema de amortecimento de massa da equipe. Ele ajudou a equipe a conquistar os primeiros títulos dos Campeonatos de Pilotos e Construtores.
Para a temporada de 2006, Marshall mudou-se para a equipe Red Bull Racing, onde trabalhou com Adrian Newey no papel de projetista chefe. Onde ele teve um papel fundamental nos carros que ganharam oito títulos mundiais entre 2010 e 2013 com Sebastian Vettel. A introdução de motores híbridos na Fórmula 1 levou a um período de menos sucesso, mas com Marshall no comando do departamento de engenharia da Red Bull, os pódios e as vitórias continuaram a fluir. Em 2016, Marshall foi promovido ao cargo de diretor de engenharia.
Em 30 de maio de 2023, foi anunciado que, após 17 anos na Red Bull Racing, Marshall deixaria a equipe e ingressaria na McLaren em uma função técnica sênior. Ele assumiu o cargo de diretor técnico de engenharia e projeto na equipe inglesa em 1 de janeiro de 2024. No entanto, após apenas três meses, esta função foi alterada para a de projetista chefe como parte de uma reestruturação técnica na McLaren que envolveu David Sanchez, diretor técnico de conceito e desempenho de carros, que deixou a equipe.